# Cortinarius magellanicus
Cortinarius magellanicus es un hongo basidiomiceto del orden Agaricales. Se encuentra el sur de Chile y Argentina y fructifica entre enero y mayo. Es una especie micorrizógena, que crece cerca de árboles principalmente del género Nothofagus. Es de color violáceo con tintes púrpuras.

## Descripción
Cortinarius magellanicus presenta un sombrero de 1 a 8 cm de diámetro. En especímenes jóvenes es convexo, violáceo que tiende a púrpura, y adherido al estipe por un velo parcial que desaparece al madurar. Al envejecer se vuelve umbonado-expandido, castaño-ocráceo, y el margen —el borde del sombrero— se curva. Las láminas son entre adnatas y escotadas, liláceas pálido cuando jóvenes y castaño-rojizo al envejecer. El estipe mide de 3 a 12 cm de largo y de 0,25 a 1,8 cm de diámetro. Es de una forma entre cilíndrica a subclaviforme. Tanto el sombrero como el estipe están cubiertos de una capa mucilaginosa. La esporada es de color pardo.